# DMX
Earl Simmons (Mount Vernon, 18 de dezembro de 1970 – White Plains, 9 de abril de 2021), conhecido profissionalmente como DMX, foi um rapper, compositor e ator estadunidense. Recebedor de vários prêmios, ele venceu um American Music Award, um Billboard Music Award e obteve seis indicações ao Grammy Awards. Considerado uma figura influente no final dos anos 1990 e um dos grandes nomes do hip hop, sua música é caracterizada por seu estilo de rap "agressivo", com letras que variam de temas pesados a orações. Seu lirismo violento ajudou a popularizar o gênero horrorcore.
DMX começou a fazer rap no início dos anos 1990. Após uma gestão malsucedida na Columbia Records, ele assinou com a Ruff Ryders Entertainment em uma empreendimento conjunto com a Def Jam Recordings para lançar seu álbum de estreia, It's Dark and Hell Is Hot (1998), que foi recebido com sucesso de crítica e público—vendendo 251.000 cópias em sua primeira semana e produzindo o sucesso "Ruff Ryders' Anthem", que entrou no top vinte da Billboard Hot 100. Seu segundo álbum, Flesh of My Flesh, Blood of My Blood (1998), foi seguido pelo terceiro, ... And Then There Was X (1999), que se tornou seu álbummais vendido e foi promovido pela canção "Party Up (Up in Here)". Seu quarto álbum, The Great Depression (2001), foi seguido pelo quinto, Grand Champ (2003), que foi liderado pelo single "Where the Hood At?" e incluiu a faixa bônus internacional "X Gon' Give It to Ya". DMX tornou-se o primeiro artista a ter seus cinco primeiros álbuns estreando consecutivamente no topo da Billboard 200 e, até sua morte em 9 de abril de 2021, ele havia vendido mais de 75 milhões de discos no mundo todo.
DMX atuou em filmes de sucesso comercial como Belly (1998), ao lado do rapper Nas, Romeo Must Die (2000) e Cradle 2 the Grave (2003), ao lado de Jet Li, e Exit Wounds (2001), ao lado de Steven Seagal. Em 2006, ele estrelou DMX: Soul of a Man, um reality show transmitido pela BET. Em 2003, ele publicou um livro de memórias intitulado E.A.R.L.: The Autobiography of DMX.

## Biografia
DMX nasceu em Mount Vernon, Nova York, ele era filho de pais jovens e foi criado como Testemunha de Jeová; apesar disso passou por uma infância abusiva que incluiu tanto em ser espancado por sua mãe e seus vários namorados até sofrer numerosos hematomas e cortes em seu rosto. Sua adolescência também foi bem complicada: DMX passou boa parte na cadeia, sendo preso varias vezes e quando estava livre, vagava pelas ruas de Nova York para escapar dos abusos de sua mãe. Enquanto vagava pelas ruas, ele conheceu outros garotos que compartilhavam seu gosto e interesse pelo Hip Hop, após fazer algumas rodas de beatbox com seus amigos, seus colegas o encorajaram a seguir por esse meio musical.

## Carreira

### 1991 - 1997: Início da carreira
DMX começou sua carreira na música em 1984, quando fazia beatbox para um rapper local. Depois de cumprir pena na prisão, ele começou a escrever suas próprias letras. Depois de ir para a prisão novamente em 1988, ele começou a levar o rap mais a sério, dedicando quase todo o seu tempo livre a escrever musicas. Quando ele foi solto, começou a produzir e vender suas próprias mixtapes, onde ele tocava batidas de outras músicas e as vendia nas esquinas, o que o ajudou a construir uma base de fãs locais por toda Nova York. Em 1991 a revista The Source elogiou o DMX e o colocou em uma lista junto com outros rappers que estavam se destacando e ainda não tinha gravadora. No mesmo ano, ele gravou suas primeiras demos.
Em 1994, DMX fez uma participação ao lado de Jay-Z, Ja Rule e Mic Geronimo na musica "Time To Build" de 1995. Mais tarde ele também apareceu no single de LL Cool J "4, 3, 2, 1" em 1997. Ainda no mesmo ano ele fez participação no single de Mase "24 Hrs. Live" e em outra faixa do mesmo álbum "Take What's Yours".

### 1998:It's Dark and Hell Is HoteFlesh of My Flesh, Blood of My Blood
Em 1998, DMX lançou seu primeiro grande single sob a Def Jam Recordings, Get at Me Dog, que levou o certificado de ouro pela RIAA. Seu primeiro álbum sob uma grande gravadora, It's Dark and Hell Is Hot, que incluía o single Ruff Ryders Anthem, foi lançado em maio de 1998 e estreou em  primeiro lugar na Billboard 200 ,nos EUA. O disco deu a Simmons várias comparações a Tupac Shakur e vendeu mais de quatro milhões de cópias. Mais tarde, em dezembro daquele ano, DMX lançou seu segundo álbum, Flesh of My Flesh, Blood of My Blood. Esse também entrou nas paradas em primeiro lugar (e ficou lá por 3 semanas consecutivas) com 670,000 cópias vendidas já  na primeira semana. O álbum levou eventualmente um   certificado de platina tripla. DMX foi o segundo rapper a ter dois álbuns lançados no mesmo ano  estreados no topo da Billboard 200, o primeiro sendo Tupac Shakur.

### 1999–2000:...And Then There Was X
Simmons lançou seu terceiro álbum, ...And Then There Was X, em 21 de Dezembro de 1999. Estreou no topo das paradas pop, seu terceiro álbum consecutivo a fazer isso. "Party Up" foi seu maior single, e se tornou seu primeiro top ten hit nas paradas de R&B. O primeiro single do álbum, "What's My Name?" e o terceiro single, "What These Bitches Want" (featuring Sisqo) também foram populares. ...And Then There Was X foi o seu álbum mais vendido, ganhando cinco vezes o certificado de platina.

### 2001–02:The Great Depression
Lançado em 3 de outubro de 2001, The Great Depression foi seu quarto álbum a estrear direto no topo da Billboard 200. Com hits como "Who We Be", "We Right Here", e "Shorty Was The Bomb", The Great Depression rapidamente ganhou disco de platina, mas não foi um sucesso de criticas ou comercial, como o álbum anterior.

### 2003:Grand Champ
Em 2003, Grand Champ foi o quinto álbum de DMX a estrear direto em número um. Isso fez de DMX o primeiro artista na história a ter seus cinco primeiros álbuns estreando no número 1 com os hits "Where Tha Hood At" e "Get it on the Floor". Depois desse lançamento, ele informou ao público que planejava se aposentar, e que Grand Champ seria seu último álbum.

### 2006:Year of the Dog...Again
Em janeiro de 2006 o rapper assinou com a Columbia Records, a gravadora que lançou seu primeiro single. DMX gravou seu próximo álbum enquanto trocava de gravadora, causando vários adiamentos. O álbum foi finalmente lançado em 1 de agosto de 2006 com o nome de Year of the Dog... Again. Esse álbum perdeu o primeiro lugar das paradas por apenas cem cópias. Ele também apareceu no remix de "Touch It" de Busta Rhymes. Mais dois singles foram lançados, "Lord Give Me A Sign" e "We In Here". The Definition of X: The Pick of the Litter foi o seu álbum de grandes sucessos, lançado em 12 de Junho de 2007. Def Jam também lançou uma nova compilação chamada The Best of DMX que apresentou "Where the Hood At?" e "X Gon' Give It to Ya".

### 2011:Undisputed
Foi reportado que DMX estava trabalhando em seu sétimo álbum de estúdio. DMX disse que" tem trabalhado sem parar, todos os dias" em seu novo álbum, e que pretendia  lançá-lo antes de Dezembro de 2011. Em 24 de Setembro de 2011, o vídeo clipe de uma nova faixa chamada "Last Hope" foi lançada. Até entãoera sabido se a faixa estaria no novo álbum. Em 11 de Outubro de 2011, DMX se apresentou no BET Hip Hop Awards. DMX começou o processo de retomar a vida e a carreira dispensando toda sua antiga equipe e começando tudo de novo, acompanhado do empresário veterano Jason Fowler da J Mike Management & Entertainment. Durante uma performance na Santos Party House em New York City em 25 de Dezembro de 2011, houve boatos de que DMX havia dito que o novo álbum iria se chamar Undisputed e que seria lançado em 26 de Março de 2012, o qual foi confirmado mais tarde por DMX.

## Vida pessoal

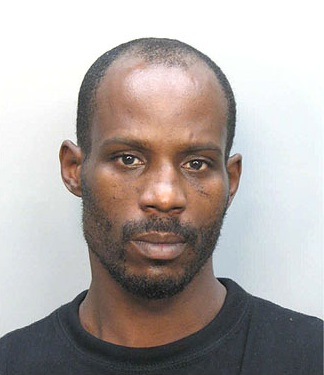
DMX após ter sido preso em Junho de 2008

DMX é pai de um filho, Deel Coy de Richmond, morou em Virgínia junto com sua ex-esposa, Tashera Simmons. Ele e Tashera se casaram em 1999 e foram casados por onze anos. Em julho de 2010, Tashera anunciou sua separação.
DMX teve vários casos extraconjugais durante seu casamento com Tashera, alguns dos quais resultaram filhos.  Testes de DNA confirmaram que ele é o pai de pelo menos duas dessas crianças, o primeiro a nascer foi Maryland Monique Wayne em 2004, o segundo nasceu de uma mulher diferente no final de 2008.
DMX e Wayne lutaram sobre ela reclamar que ele era o pai de seu filho por anos, durante os quais ela processou-o repetidamente por difamação de caráter, e para apoio à criança. Após testes de DNA provaram DMX pai de filho de Wayne, em 2007, ele foi condenado a pagar-lhe US $ 1,5 milhão de dólares.
Morreu em 9 de abril de 2021, aos 50 anos de idade, após ficar internado no White Plains Hospital devido a um ataque cardíaco.

### Religião
DMX afirmou ser um cristão renascido, e declarou que lia a Bíblia todos os dias. Enquanto estava na prisão, DMX declarou que tinha um propósito para estar lá: 
"Eu vim aqui para encontrar alguém... Não sei quem foi, mas saberei quando o vir. E vim aqui para lhe dar uma mensagem. E essa mensagem é que Jesus os ama."
DMX era um diácono e aspirava ser ordenado pastor, afirmando que recebeu esse chamado em 2009. Em 2016, ele deu um sermão em uma igreja em Phoenix, Arizona.

## Morte
Simmons morreu aos 50 anos no White Plains Hospital em Nova Iorque, uma semana após sofrer um ataque cardíaco causado por uma overdose. Ele lutava contra o vício em drogas há vários anos.

## Discografia

### Álbuns de estúdio
| Ano                                                                         | Título                                                                                            | Posição topo nas paradas | Posição topo nas paradas | Posição topo nas paradas | Posição topo nas paradas | Posição topo nas paradas | Posição topo nas paradas | Posição topo nas paradas | Posição topo nas paradas | Posição topo nas paradas | Certificações                            |
| Ano                                                                         | Título                                                                                            | US                       | UK                       | FRA                      | CAN                      | SWI                      | SWE                      | AUS                      | IRE                      | DUT                      | Certificações                            |
| --------------------------------------------------------------------------- | ------------------------------------------------------------------------------------------------- | ------------------------ | ------------------------ | ------------------------ | ------------------------ | ------------------------ | ------------------------ | ------------------------ | ------------------------ | ------------------------ | ---------------------------------------- |
| 1998                                                                        | It's Dark and Hell Is Hot - Álbum de estreia - Lançado: 19 de maio de 1998                        | 1                        | 89                       | —                        | 15                       | —                        | —                        | —                        | —                        | —                        | - US: 4× Platina - CAN: Platina          |
| 1998                                                                        | Flesh of My Flesh, Blood of My Blood - Segundo álbum de estúdio - Lançado: 22 de dezembro de 1998 | 1                        | 119                      | —                        | 28                       | —                        | —                        | —                        | —                        | —                        | - US: 3× Platina - CAN: Ouro             |
| 1999                                                                        | ...And Then There Was X - Terceiro álbum de estúdio - Lançado: 21 de dezembro de 1999             | 1                        | 108                      | —                        | 6                        | —                        | —                        | —                        | —                        | —                        | - US: 5× Platina - CAN: Platina          |
| 2001                                                                        | The Great Depression - Quarto álbum de estúdio - Lançado: 23 de outubro de 2001                   | 2                        | 20                       | 69                       | 1                        | 60                       | —                        | 99                       | —                        | —                        | - US: Platina - CAN: Platina - UK: Prata |
| 2003                                                                        | Grand Champ - Quinto álbum de estúdio - Lançado: 16 de setembro de 2003                           | 1                        | 6                        | 16                       | 2                        | 10                       | 42                       | 32                       | 8                        | 28                       | - US: Platina - CAN: Platina             |
| 2006                                                                        | Year of the Dog... Again - Sexto álbum de estúdio - Lançado: 1 de agosto de 2006                  | 2                        | 22                       | 43                       | 4                        | 7                        | —                        | —                        | 15                       | 70                       |                                          |
| 2012                                                                        | Undisputed - Sétimo álbum de estúdio - Lançado: 11 de setembro de 2012                            | 19                       | —                        | —                        | —                        | —                        | —                        | —                        | —                        | —                        |                                          |
| "—" Denota álbuns que não entraram na parada ou não foram lançados no país. |                                                                                                   |                          |                          |                          |                          |                          |                          |                          |                          |                          |                                          |

### Álbuns Póstumos
| Ano                                                                         | Título                                                        | Posição topo nas paradas | Posição topo nas paradas | Posição topo nas paradas | Posição topo nas paradas | Posição topo nas paradas | Posição topo nas paradas | Posição topo nas paradas | Posição topo nas paradas | Posição topo nas paradas | Certificações |
| Ano                                                                         | Título                                                        | US                       | UK                       | FRA                      | CAN                      | SWI                      | SWE                      | AUS                      | IRE                      | DUT                      | Certificações |
| --------------------------------------------------------------------------- | ------------------------------------------------------------- | ------------------------ | ------------------------ | ------------------------ | ------------------------ | ------------------------ | ------------------------ | ------------------------ | ------------------------ | ------------------------ | ------------- |
| 2021                                                                        | Exodus - Primeiro álbum póstumo - Lançado: 28 de maio de 2021 | 8                        | —                        | —                        | 26                       | 36                       | —                        | —                        | —                        | —                        |               |
| "—" Denota álbuns que não entraram na parada ou não foram lançados no país. |                                                               |                          |                          |                          |                          |                          |                          |                          |                          |                          |               |

### Greatest Hits
- 2007 - The Definition of X: The Pick of the Litter

### Com Ruff Ryders
- 1999 - Ryde or Die Vol. 1
- 2000 - Ryde or Die Vol. 2
- 2001 - Ryde or Die Vol. 3
- 2005 - The Redemption Vol. 4

## Prêmios e nomeações
Grammy Awards
| Ano  | Trabalho nomeado              | Prêmio                         | Resultado |
| ---- | ----------------------------- | ------------------------------ | --------- |
| 2001 | ...And Then There Was X       | Melhor Álbum de Rap            | Indicado  |
| 2001 | "Party Up (Up In Here)"       | Melhor Performance Solo de Rap | Indicado  |
| 2002 | "Who We Be"                   | Melhor Performance Solo de Rap | Indicado  |
| 2022 | "Bath Salts" (com Nas & Jay-Z | Melhor Canção de Rap           | Indicado  |

American Music Awards
| Ano  | Trabalho nomeado | Prêmio                          | Resultado |
| ---- | ---------------- | ------------------------------- | --------- |
| 2000 | DMX              | Artista Favorito de Rap/Hip-Hop | Venceu    |
| 2001 | DMX              | Artista Favorito de Rap/Hip-Hop | Indicado  |

MTV Video Music Awards
| Ano  | Trabalho Nomeado       | Prêmio                    | Resultado |
| ---- | ---------------------- | ------------------------- | --------- |
| 1999 | "Ruff Ryders Anthem"   | Melhor Clipe de Rap       | Indicado  |
| 2000 | "Party Up(Up In Here)" | Melhor Clipe de Rap       | Indicado  |
| 2001 | "No Sunshine"          | Melhor Clipe de um Filme  | Indicado  |
| 2002 | "Who We Be"            | Melhor Clipe de Rap       | Indicado  |
| 2002 | "Who We Be"            | Melhor Clipe Experimental | Indicado  |

## Filmografia

### Filmes
- 1998: Belly - (part. Nas, DMX, Method Man, T-Boz)
- 2000: Romeu Tem que Morrer (Romeo Must Die) - DMX, Aaliyah e Jet Li
- 2000: Submundo do Hip Hop (Backstage)
- 2001: Rede de Corrupção (Exit Wounds) - DMX, Steven Seagal
- 2003: Contra o Tempo (Cradle 2 the Grave) - DMX, Drag-On & Jet Li
- 2004: Nunca Morra Sozinho (Never Die Alone)
- 2006: Father of Lies
- 2007: Pronto Para Matar (Death Toll)
- 2008: Last Hour
- 2008: Justiceiros da Rua (Lords of the Street)
- 2009: Magia Negra (Lockjaw: Rise of the Kulev Serpent)
- 2009: Sangue Frio (The Bleeding)
- 2013: King Dog
- 2013: Blame It on the Hustle
- 2014: No Auge da Fama (Top Five)
- 2018: Pimp
- 2019: Beyond the Law
- 2020: Fast and Fierce: Death Race
- 2020: Chronicle of a Serial Killer
- TBA: Fast Vengeance
- TBA: Doggmen

### Jogos
- 2003: Def Jam Vendetta

### Televisão
- 1998: The Chris Rock Show
- 1998: South Park
- 2000: Moesha
- 2000-2002: MadTV
- 2002: Half & Half
- 2003: Third Watch
- 2003: Eve
- 2004: Chappelle's Show
- 2004: Jimmy Kimmel Live!
- 2004: The Sharon Osbourne Show
- 2005: Trippin'
- 2006: DMX: Soul of a Man
- 2008: Big Pun: The Legacy
- 2011: Lifechangers
- 2012: Couples Therapy
- 2013: Iyanla, Fix My Life
- 2015: Fresh Off the Boat
- 2017: Black Ink Crew